# Computer Animation Production System
Pour les articles homonymes, voir CAPS.
Le Computer Animation Production System (CAPS) (ou système de production d'animation par ordinateur) est une collection propriétaire de logiciel, système cinématographes, serveurs, stations de travail et autres outils développé conjointement par la Walt Disney Company et Pixar à la fin des années 1980. Son but est d'informatiser le processus d'encrage et de peinture en post-production pour les longs métrages d'animation produit entre autres par Walt Disney Feature Animation.
Ce système a rendu obsolète le procédé Animation Photo Transfer développé aussi par les studios Disney quelques années plus tôt.

## Le principe de CAPS
Bernard et Bianca au pays des kangourous (1990) et La Belle et la Bête  (1991) sont les deux premiers longs-métrages Disney à utiliser intégralement le système Computer Animation Production System (CAPS) qui permettant d'encrer et de peindre des séquences d'animation numérisées par caméra numérique,,.
Le principe est de remplacer le procédé coûteux de transfert des dessins d'animations sur des cellulos en de l'encre de Chine ou une technologie d'électrophotographie (xérographie) et en peignant le verso des cellulos avec de la gouache. Le système CAPS permet de définir des zones et des lignes qu'il est plus facile de colorier dans un environnement numérique et avec une palette illimitée. Les techniques de transparence, d'ombrages, de mélanges de couleurs et autres techniques d'images sophistiquées peuvent être utilisées dans l'environnement numérique.
Les cellulos numériques sont ensuite recomposés avec des décors scannés et les mouvements de caméra et/ou panoramique sont programmés dans une feuille d'exposition simulant les actions des caméras d'animation. De plus, des plans complexes multiplane offrent un sentiment de profondeur. À l'inverse des caméras multiplanes normales, celles numériques ne sont pas limitée pas la taille des œuvres d'art utilisées.
CAPS a permis des mouvements de caméra élargis encore jamais vus dans les films. La version finale de la séquence est finalement composée et enregistrée directement sur film. Étant donné que les éléments d'animation existent numériquement, il est plus facile d'intégrer d'autres types d'éléments filmiques et vidéo, comme l'animation en trois dimensions par ordinateur.

## Récompenses
En 1992, l'équipe qui a développé le système CAPS a gagné l'Oscar technique ou scientifique et était constituée de:
- Randy Cartwright (Disney)
- David B. Coons (Disney)
- Lem Davis (Disney)
- Thomas Hahn (Pixar)
- James Houston (Disney)
- Mark Kimball (Disney)
- Dylan W. Kohler (Disney)
- Peter Nye (Pixar)
- Michael Shantzis (Pixar)
- David F. Wolf (Disney)
- Walt Disney Feature Animation Department

## Œuvres produites utilisant CAPS

### Films d'animation
- 1989 : La Petite Sirène (scène finale)
- 1990 : Bernard et Bianca au pays des kangourous
- 1991 : La Belle et la Bête
- 1992 : Aladdin
- 1993 : Hocus Pocus : Les Trois Sorcières
- 1993 : L'Étrange Noël de monsieur Jack
- 1994 : Le Roi Lion
- 1995 : Pocahontas, une légende indienne
- 1996 : Le Bossu de Notre-Dame
- 1997 : Hercule
- 1998 : Mulan
- 1999 : Tarzan
- 1999 : Fantasia 2000
- 2000 : Kuzco, l'empereur mégalo
- 2001 : Atlantide, l'empire perdu
- 2002 : Lilo et Stitch
- 2002 : La Planète au trésor
- 2003 : Frère des ours
- 2004 : La ferme se rebelle

### Courts métrages
- 1993 : Panique au pique-nique
- 1995 : Mickey perd la tête
- 2003 : Destino
- 2004 : Lorenzo
- 2006 : La Petite Fille aux allumettes